# План розвитку гірничих робіт
Пла́н ро́звитку гірни́чих робі́т — техніко-економічні розрахунки й графіки, що складаються для забезпечення своєчасного і рівномірного видобутку корисної копалини в плановому періоді. За тривалістю планового періоду розрізняють плани перспективні й поточні (оперативні). Перспективним планом розвитку гірничих робіт для кожного гірничого підприємства є його загальнотехнічний план (технічний проект), що визначає основні напрямки розвитку на весь термін служби шахти (кар'єру, рудника, копальні). З огляду на термін служби шахти, рудника (десятки років), складають перспективні плани на більш короткі терміни.
П.р.г.р. включають розрахунок і графічне зображення технологічної й календарної послідовності підготовки й відпрацьовування виїмкових ділянок (блоків) корисної копалини в межах шахтного поля, необхідних для забезпечення плану видобутку і безперервності технологічного процесу виїмки корисної копалини. П.р.г.р. структурно включають графічний матеріал, табличний матеріал і пояснювальну записку.
До складу графічного матеріалу входять: плани гірничих виробок, на яких нанесені проектні положення гірничих виробок, ділянки виїмкових робіт і графік введення і вибуття лав на плановий період. Табличний матеріал включає отримані після необхідних розрахунків фактичні й планові дані, що характеризують фактичний стан гірничих робіт підприємства, їх розвиток, гірничо-геологічні умови, запаси й експлуатаційні втрати, а також якість корисної копалини на ділянках, які заплановано до відпрацьовування в запланованому періоді. У пояснювальній записці викладаються заходи для реалізації П.р.г.р., обсяги робіт і терміни їх виконання.
П.р.г.р. є обов'язковим і важливим документом гірничого підприємства, на основі якого плануються проектні рішення всіх підрозділів виробництва. П.р.г.р. можуть складатись на рік, п'ять і більше років, а також на перспективний період.

## Перспективні плани розвитку гірничих робіт
Перспективні плани розвитку гірничих робіт — техніко-економічні розрахунки й графіки, що складаються для забезпечення своєчасного і рівномірного видобутку корисної копалини в плановому періоді. По тривалості планового періоду розрізняють плани перспективні й поточні (оперативні). Перспективним планом розвитку гірничих робіт для кожного гірничого підприємства є його загальнотехнічний план (технічний проект), що визначає основні напрямки розвитку на весь термін служби шахти (кар'єру, рудника). З огляду на термін служби шахти, рудника (десятки років), складають перспективні плани на більш короткий термін.